# Wolf Gruner
Wolf Gruner (* 13. Dezember 1960 in Ost-Berlin) ist ein deutscher Historiker. Er lehrt als Professor für Geschichte an der University of Southern California.

## Leben und Wirken
Wolf Gruner absolvierte zunächst eine Ausbildung als Reprotechniker in einer Druckerei, wo er die erste Zeit auch arbeitete. 1984 begann er das Studium der Geschichtswissenschaften an der Humboldt-Universität zu Berlin, das er 1989 als Diplom-Historiker abschloss. 1994 wurde er bei Wolfgang Benz am Zentrum für Antisemitismusforschung der Technischen Universität Berlin zum Dr. phil. promoviert.
1994 und 1995 als wissenschaftlicher Mitarbeiter an der Historischen Kommission zu Berlin tätig, wurde er 1998 Fellow am International Research Center for Holocaust Studies in Jerusalem. Von 1998 bis 2002 ging er wieder zurück ans Zentrum für Antisemitismusforschung der TU Berlin, nun als wissenschaftlicher Mitarbeiter. Er forschte hier über die Diskriminierung der indianischen Mehrheitsbevölkerung in der Republik Bolivien im 19. und 20. Jahrhundert.
Im Sommer 2002 war er Visiting scholar am Institute for Comparative Studies of Culture der Tokyo Woman‘s Christian University in Japan. Ab September 2002 war er Pearl Resnik Fellow am Center for Advanced Holocaust Studies im US-Holocaust Memorial Museum, Washington, D.C., USA, ab Februar 2003 dann John F. Kennedy Memorial Fellow der Harvard University, im Minda de Gunzburg Center for European Studies. Schließlich war er im Herbstsemester 2003 E. Desmond Lee Visiting Professor of Global Awareness an der Webster University, St. Louis, Missouri, USA.
Er war von Januar 2004 bis Dezember 2007 Mitarbeiter am Institut für Zeitgeschichte und dort Mitherausgeber und Bearbeiter der Quellenedition Die Verfolgung und Ermordung der europäischen Juden durch das nationalsozialistische Deutschland 1933–1945. Zurzeit hält Wolf Gruner den Shapell-Guerin Chair in Jewish Studies und ist Professor für Geschichte University of Southern California in Los Angeles.
Seine Forschungsschwerpunkte sind die Geschichte des Nationalsozialismus, speziell der NS-Judenverfolgung in Europa sowie der Zwangsarbeit im NS-Staat, die Vergleichende Genozidforschung und die Geschichte der Diskriminierung der indianischen Bevölkerung in Lateinamerika im 19./20. Jahrhundert, speziell Bolivien. Bereits 2005 hat Gruner erstmals den Blick auf das Protektorat Böhmen und Mähren gerichtet. Im Jahr 2016 veröffentlichte er die erste deutschsprachige Gesamtdarstellung zur Judenverfolgung im Protektorat Böhmen und Mähren und zu dessen Geschichte. Dabei wertete er erstmals die in Yad Vashem archivierten Wochenberichte der Jüdischen Kultusgemeinde Prag von Sommer 1939 bis Ende 1942 an Adolf Eichmanns Zentralstelle für jüdische Auswanderung aus. Gruner kam zum Ergebnis, dass „die Verfolgung [...] hauptsächlich von der tschechischen Regierung sowie den Oberlandräten, Bezirksämtern, Polizeipräsidien und Stadtverwaltungen vorangetrieben“ wurde.

## Schriften
- Judenverfolgung in Berlin 1933–1945. Eine Chronologie der Behördenmaßnahmen in der Reichshauptstadt. Stiftung Topographie des Terrors, Berlin 1996; 2. vollständig überarbeitete und stark erweiterte Auflage 2009, ISBN 978-3-9811677-7-1.
- Der geschlossene Arbeitseinsatz deutscher Juden. Zur Zwangsarbeit als Element der Verfolgung 1938–1943 (= Reihe Dokumente, Texte, Materialien. Band 20). Metropol, Berlin 1997, ISBN 3-926893-32-X.
- Zwangsarbeit und Verfolgung. Österreichische Juden im NS-Staat 1938–1945  (= Nationalsozialismus und seine Folgen. Band 1). Studien Verlag, Innsbruck/Wien/München 2000, ISBN 3-706-51396-X.
- mit Armin Nolzen (Hrsg.): Bürokratien, Initiative und Effizienz (= Beiträge zur Geschichte des Nationalsozialismus. Band 17). Assoziation A, Berlin 2001, ISBN 3-935936-01-X.
- Öffentliche Wohlfahrt und Judenverfolgung. Wechselwirkungen lokaler und zentraler Politik im NS-Staat (1933–1942) (= Studien zur Zeitgeschichte. Band 62). Oldenbourg, München 2002, ISBN 3-486-56613-X (Volltext digital verfügbar).
- Widerstand in der Rosenstraße. Die Fabrik-Aktion und die Verfolgung der „Mischehen“ 1943 (= Fischer. Band 16883). Fischer, Frankfurt 2005, ISBN 3-596-16883-X.
- Jewish Forced Labor under the Nazis. Economic Needs and Racial Aims 1938–1943/44. Cambridge u. a., Cambridge University Press 2006, ISBN 0-521-83875-4.
- als Bearb.: Die Verfolgung und Ermordung der europäischen Juden durch das nationalsozialistische Deutschland 1933–1945. Band 1: Deutsches Reich 1933 bis 1937. Oldenbourg, München 2008[3]
- Gedenkort Rosenstraße 2–4: Internierung und Protest im NS-Staat (= Stiftung Topographie des Terrors. Band 6). Hentrich & Hentrich, Berlin 2013, ISBN 978-3-95565-001-8.
- Die Judenverfolgung im Protektorat Böhmen und Mähren. Lokale Initiativen, zentrale Entscheidungen, jüdische Antworten 1939–1945. Wallstein Verlag, Göttingen 2016, ISBN 978-3-8353-1910-3.
- mit Steven J. Ross (Hrsg.): New Perspectives on Kristallnacht: After 80 Years, the Nazi Pogrom in Global Comparison. Purdue University Press, West Lafayette 2019, ISBN 978-1-55753-870-3.